# エドワード・フレンケル
エドワード・ウラジミロヴィッチ・フレンケル（Edward Vladimirovich Frenkel、ロシア語;Эдуáрд Влади́мирович Фре́нкель、時にはЭ́двард Фре́нкельと綴る、1968年5月2日 - ）は、ロシア系のアメリカの数学者である。表現論、代数幾何学、数理物理学の分野で活動している。カリフォルニア大学バークレー校の教授で、アメリカ芸術科学アカデミーの会員であり、ベストセラーの書籍『Love and Math』(日本語版：『数学の大統一に挑む』)の著者である。

## 生涯
エドワード・フレンケルはロシアのコロムナ（ソヴィエト連邦の一部だった）に、1968年5月2日に生まれた。父親はユダヤ人の家系で、母親はロシア人だった。高校生の時、フレンケルは個人的にエフゲニー・エフゲニーヴィッチ・ペトロフに高等数学を学んだが、フレンケルの主な関心は数学よりも量子物理学にあった。フレンケルは、ユダヤ人に対する差別のためモスクワ大学への入学が許可されなかった。
そのため、代わりにガスキンロシア州立石油ガス大学に入学した。そこでの生徒の間、イズライル・ゲルファントのセミナーに参加し、ボリス・フェイギンとドミトリー・フックスと共に研究した。1989年に学位が授与された後、フレンケルは訪問教授としてハーバード大学に招待され、その一年後ハーバードの大学院生となった。一年間の研究の後、フェイギンとヨシフ・ベルンシュタインの指導の下、1991年ハーバード大学で博士号を授与された。1991年から1994年までHarvard Society of Fellowsでジュニア・フェローとなり、1994年から1997年までハーバード大学の准教授であった。1997年からフレンケルは、カリフォルニア大学バークレー校の数学教授である。

## 数学上の業績
ニコライ・レシェーツキンと共に、フレンケルはW-代数と量子アフィン代数の表現のq指標を導入した。
フレンケルの最近の業績は、ラングランズ・プログラムと表現論、可積分系、幾何学そして物理学とのつながりに集中している。デニス・ゲイツゴリとカリ・ヴィロネンと共に、フレンケルは一般線型群GL(n)に対する幾何学的ラングランズ予想を証明した。ロバート・ラングランズとゴ・バオ・チャウとの共同研究により、保形表現の関手性と跡公式への新たなアプローチを提案した。フレンケルはまた、(特にエドワード・ウィッテンとの共同研究により)、幾何学的ラングランズ対応と場の量子論における双対性の間の関係性を追求している。

## 表彰
フレンケルは、2002年のヘルマン・ワイル賞の最初の受賞者になった。他の賞には、Packard Fellowship in Science and EngineeringやChaire d'Excellence from Fondation Sciences mathématiques de Parisがある。
2013年、フレンケルは「表現論、共形場理論、アフィンリー代数そして場の量子論への貢献」によって、アメリカ数学会のフェローになった。
2014年、フレンケルはアメリカ芸術科学アカデミーに選出された。

## 映画撮影
フレンケルは(レーヌ・グレーブズと共に)、短編映画『愛と数学の儀式』(Rites of Love and Math)を共同制作・監督し、主演を演じた。それは、日本の作家である三島由紀夫の作の『憂国』として知られる映画『憂国』へのオマージュだった。この映画は2010年パリで封切られ、2010年10月にシッチェス・カタロニア国際映画祭のofficial competitionの中にあった。2010年12月1日のバークレーでの『愛と数学の儀式』の上映は物議を醸した。
フレンケルはまた、トーマス・ファーバー(Thomas Fauber)とともにシナリオ『二体問題』を執筆した。
ブラッディ・ハランにより創られた、Youtubeシリーズの『Numberphile』上に、フレンケルは登場した。

## Love and Math
フレンケルの本『Love and Math: The Heart of Hidden Reality』（日本語版のタイトルは『数学の大統一に挑む』）は2013年10月に出版された。ニューヨークタイムズのベストセラーとなり、2013年のAmazonとiBooksの最優秀の書籍の一つに選ばれ、オイラー本賞の2015年勝者となった2016年2月時点で、16言語で出版されている。『Love and Math』は英語版で304ページの長さの本である。
The New York Review of Booksの感想では、ジム・ホルトは『Love and Math』を三つの事柄からなる「人を惹きつける新たな自叙伝」と呼んだ。一つは、数学に対するプラトニックな恋文である。一つは、素人に、進行中のドラマのアイデアのいくつかを与える試みである。そして三つ目は、刺激的でおどけた感じになる自叙伝的説明である。それらがフレンケル自身がこのドラマの指導的立場になった経緯を物語っている 。
ニューヨークタイムズはこの本を「力強く、感傷的で、刺激的である」と評している。
キース・デヴリンは『ハフポスト』で,「各ページで、私の心の眼は本の著者の架空のイメージを思い起こした。著者は、Pasternakの有名な小説のDavid Leanの映画による翻案におけるOmar Sharifの医師Zhivagoのようなシベリアの冬におけるロウソクの光によって描いた。『Love and Math』はエドワード・フレンケルの『ララ』の詩・・・それは、偉大なロシアの小説の全てに対して真実であり、あなたはフレンケルの話から、一人の人物の愛と不幸を乗り越える物語は、社会に関する貫くレンズと、人の心中を明らかにする鏡を与えることを見出すでしょう。」と書いた。
ピーター・ウォイト、『Not Even Wrong』の著者である彼は、2013年9月にブログに投稿した。
「エドワード・フレンケルの新しい本『Love and Math』が今公開された。
タイトルの「愛」は、他者への愛よりも数学の愛についてのものだが、フレンケルは数学へ恋に陥るようになったかについて詳細な物語を書いており、そしてこれを深く追求し、最も高度な水準で数学をすることで終わっている。途中で、この本の中でたくさんの事柄が登場するが、これら全てが大変面白い。
この本の大部分が基本的に思い出であり、フレンケルの波乱に富む人生を詳しく物語っており、それはかつてのソビエト連邦の小さな都市で始まった。フレンケルはどのようにして数学に恋をしたかを説明し、当時のソビエト連邦のシステムの残酷な反ユダヤ主義、ゲルファント学派との体験、そしてアメリカ合衆国へ行き、ハーバードでの西側(ソビエトに対する西側諸国の意味)で成功した学問の経歴を始めるに至る経緯に伴う彼の奮闘を説明している。
しかしもしかすると、この本の最も注目すべきところは、ラングランズ・プログラムを説明する問題に挑む本気の試みを行う方法かもしれない。このテーマについてより学びたいと思う人皆にとって、進み方の最も良いアドバイスは、『Love and Math』の概観を読んで、フレンケルのより専門的なサーベイ、つまりhere, here, and hereのような論文を読もうと努力することだ。」
とウォイトは語っている。

## 著作物の一部
- E. Frenkel: Langlands Correspondence for Loop Groups, Cambridge Studies in Advanced Mathematics 103, Cambridge University Press 2007, ISBN 978-0-521-85443-6.
- E. Frenkel and D. Ben-Zvi: Vertex Algebras and Algebraic Curves, Mathematical Surveys and Monographs 88, Second Edition, American Mathematical Society 2004, ISBN 0-8218-3674-9.
- E. Frenkel, D. Gaitsgory and K. Vilonen: On the geometric Langlands conjecture, 2000.
- E. Frenkel: Recent Advances in the Langlands Program, 2003.
- E. Frenkel: Lectures on the Langlands Program and Conformal Field Theory, Les Houches 2005.
- E. Frenkel and E. Witten: Geometric Endoscopy and Mirror Symmetry, 2007.
- E. Frenkel: Gauge Theory and Langlands Duality, Séminaire Bourbaki 2009.
- E. Frenkel, R. Langlands and B.C. Ngô: Formule des Traces et Fonctorialité: le Début d'un Programme, 2010.
- E. Frenkel and B.C. Ngô: Geometrization of Trace Formulas, 2010.
- E. Frenkel: Love and Math, The Heart of Hidden Reality, Basic Books, 2013 
  - エドワード・フレンケル 著、青木薫 訳『数学の大統一に挑む』文藝春秋、2015年。ISBN 4163902805。（同書の日本語版）

## 出演
- 数学ミステリー白熱教室 〜ラングランズ・プログラムへの招待〜（2015年11月13日-12月4日、NHK Eテレ）[21]